# Mönchstraße 28 (Stralsund)
Das Gebäude Mönchstraße 28 in Stralsund ist ein denkmalgeschütztes Bauwerk in der Mönchstraße, Ecke Katharinenberg.

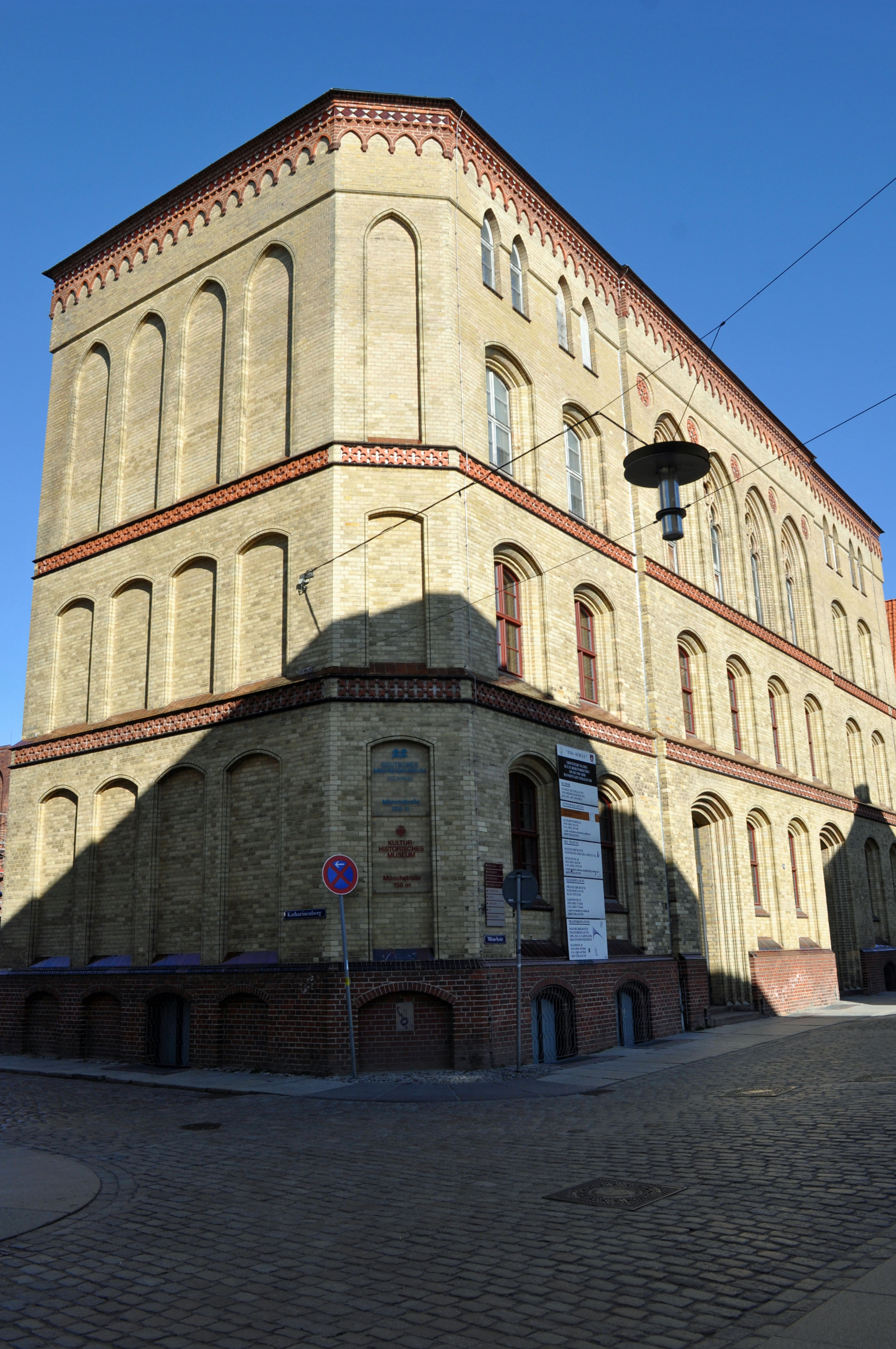
Haus Mönchstraße 28 in Stralsund (2012)

Das dreieinhalbgeschossige Haus wurde in den Jahren 1867 bis 1869 errichtet. Planer des zunächst als Knabenschule genutzten Gebäudes war Ernst von Haselberg. Die Fassade zur Mönchstraße ist achtachsig ausgeführt, die Fassade zum Katharinenberg vierachsig und fensterlos. Die ebenfalls fensterlose Eckachse ist abgeschrägt; beide weisen segment- und spitzbogige Blenden auf. Der Backsteinbau wurde mit gelben Ziegeln gemauert, die durch Maßwerkfriese unterbrochen werden. Eine flache, vierachsige Vorlage zur Mönchstraße hin weist die beiden segmentbogigen Portale auf, im zweiten Obergeschoss vier spitzbogige große Fenster.
Das Haus im Kerngebiet des von der UNESCO als Weltkulturerbe anerkannten Stadtgebietes des Kulturgutes „Historische Altstädte Stralsund und Wismar“ ist in die Liste der Baudenkmale in Stralsund eingetragen.